# 高淑芬
高淑芬 （1962年—） 英文名：Susan Shur-Fen Gau，是臺灣的精神科醫師，同時也是精神病学、心理学、流行病学、預防醫學、職能治療和腦與心智科學的學者。
1. 高淑芬教授以其對於兒童青少年醫學的眾多研究與奉獻而聞名[7]。高教授目前（2024/9/19）擔任：台大医院副院长。
2. 经历：于美国耶鲁大学流行病学毕业，于1998年被台大医院任命为住院医师，于1998年被任命为講師，于2001年被任命为主任，于2002年被任命为教授助理，于2005年被任命为副教授。
3. 工作重点：精神醫學部行政/教學工作注意力不足過動症及自閉症的臨床、教學及研究其他兒童青少年發展情緒行為問題的診療及研究

#### 研究
高淑芬教授是台灣精神病學臨床試驗的先鋒，因她進行的臨床試驗中有台灣的相關案例，一些來自台灣的統計數據可包含在國際大型的元分析和系統性回顧之中。

### 著作
- 高淑芬. . 台北: 心靈工坊. 2016-05-09  [2016-12-12]. ISBN 9789863570592.
- 高淑芬. . 台北: 心靈工坊. 2013-08-28  [2016-12-09]. ISBN 9789866112805. （原始内容存档于2016-11-30）.

## 外部連結
- YouTube上的台大醫院精神醫學部高淑芬醫師研究室頻道